# Шахрай і забобони
Шахрай і забобони (англ. Snide and Prejudice) — фільм.

## Сюжет
В психіатричній лікарні доктор Коен лікує своїх пацієнтів, які вважають себе нацистськими діятчами та іншими історичними постатями зі своїх фантазій.

## У ролях
- Ремі Обержонес — Чак
- Рене Обержонес — доктор Сем Коен
- Джозеф Боттомс — Терапевт Гіммлер
- Сем Боттомс — Терапевт Шауб
- Клаудія Крістіан — Рената Мюллер
- Джеффрі Комбс — Терапевт Майсснер
- Річард Едсон — Рудольф Гесс
- Мік Флітвуд — Пабло Пікассо
- Брайон Джеймс — Герман Герінг
- Джон Денніс Джонстон — Шеффілд
- Енгус МакФадьен — Майкл Девідсон / Адольф Гітлер
- Брайан МакДермотт — Терапевт Гінденбург